# Eulasia fastuosa
Eulasia fastuosa es una especie de coleóptero de la familia Glaphyridae.

## Distribución geográfica
Habita en Siria, Líbano, Israel y Turquía.